# Ligue de la plume

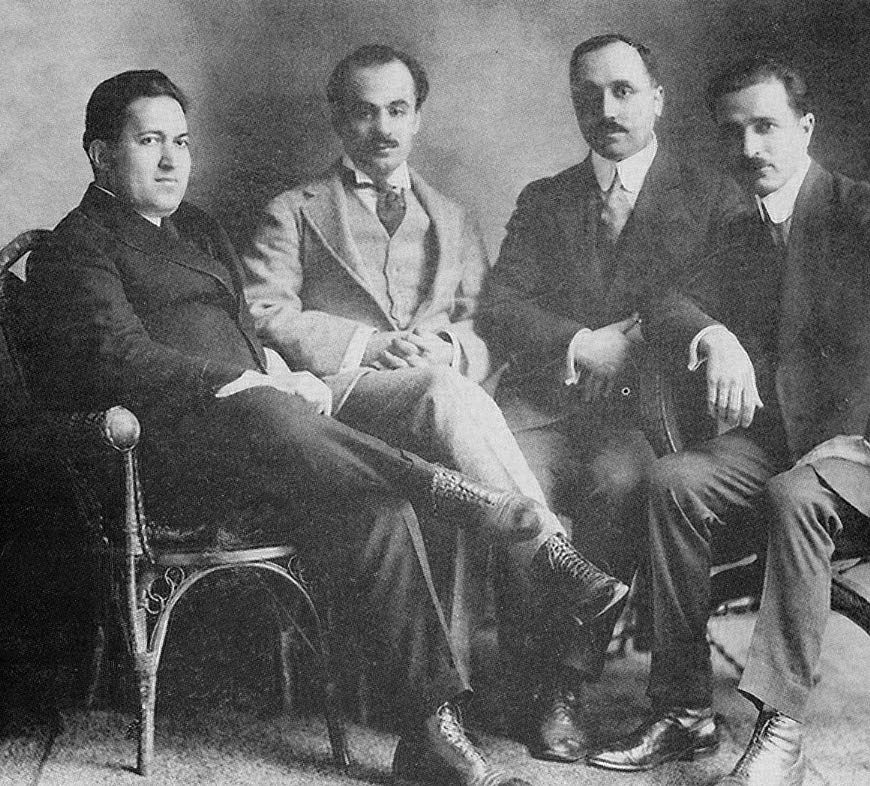
Quatre membres de la Ligue de la plume en 1920 : Nassib Arida, Gibran Khalil Gibran, Abdelmassih Haddad et Mikhail Naimy.

La Ligue de la plume ou Pen League (en arabe : الرابطة القلمية, al-Rabitah al-Qalamiyah) est la première société littéraire d'expression arabe en Amérique du Nord, fondée à New York au milieu des années 1910 par Nassib Arida et Abdel-Massih Haddad. Ils furent rejoints en 1920 par Gibran Khalil Gibran, qui en devient le président, Mikhail Naimy avec d'autres poètes du Mahjar.

## Historique
La Ligue de la plume ou Pen League est formée initialement par Nasib Arida et Abd al-Masih Haddad en 1915 ou 1916,,, mais se dissout assez vite. Elle est relancée en 1920 à New York par d'autres auteurs sous la direction de Khalil Gibran,. Cette société littéraire se dissout après la mort de Gibran en 1931 et le retour de Mikha'il Na'ima au Liban en 1932.